# Drapetis univittata
Drapetis univittata är en tvåvingeart som beskrevs av Smith 1962. Drapetis univittata ingår i släktet Drapetis och familjen puckeldansflugor. Inga underarter finns listade i Catalogue of Life.